# Andrea Maraventano
Andrea Maraventano, noto anche con lo pseudonimo di Maven (Savona, 3 marzo 1973), è un enigmista italiano.

## Biografia

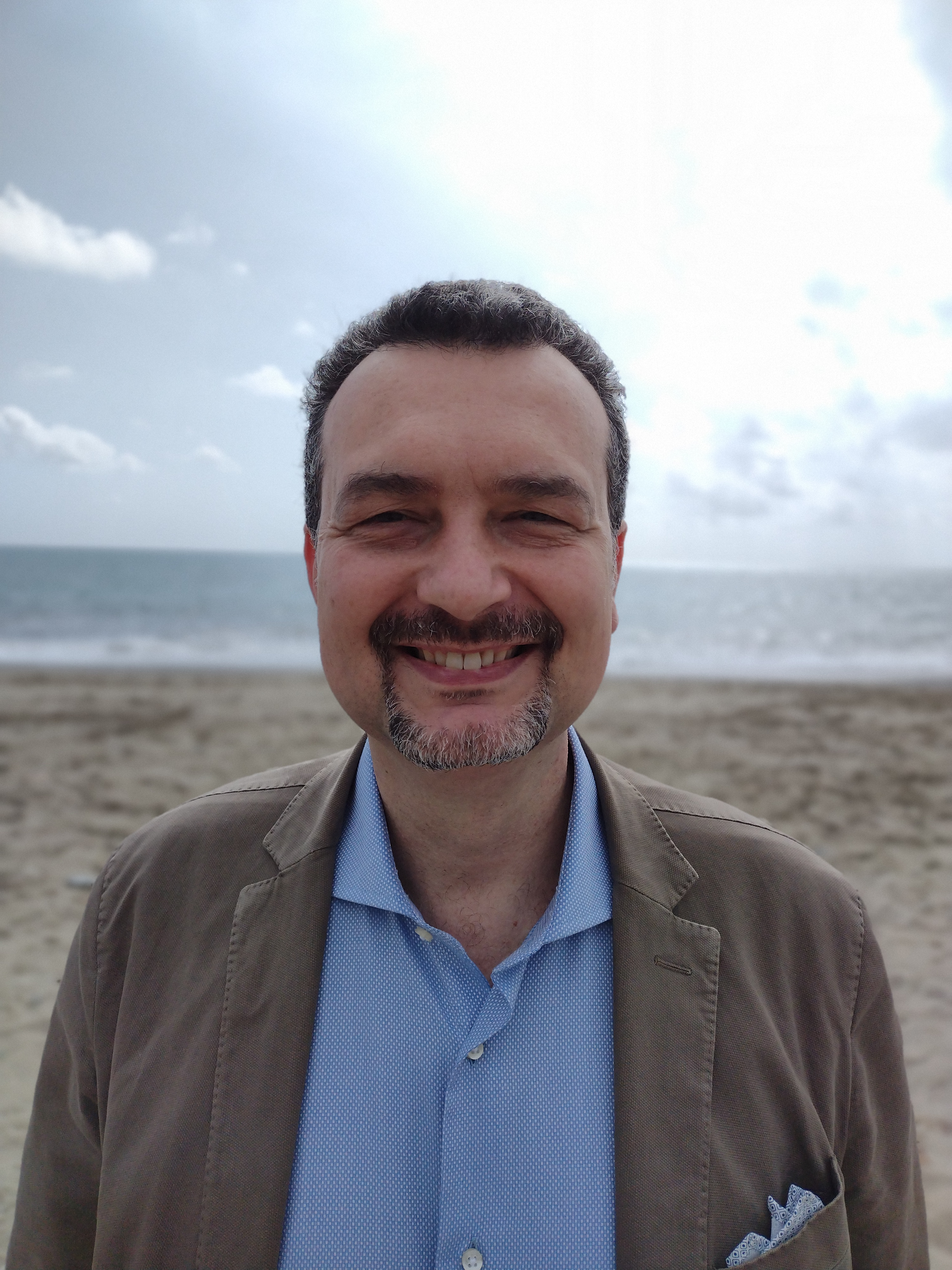
Maven sulla spiaggia del Prolungamento a Savona

Prolifico autore di cruciverba su La Settimana Enigmistica, Il Mese Enigmistico e La Settimana Corta, esordì nel 2000 nell'enigmistica classica, con lo pseudonimo di Maven, sulle pagine della rivista La Sibilla fondata da Guido Iazzetta nel 1975. 
Noto al grande pubblico come creatore di rebus, crittografie ed epigrammi, è autore pluripremiato di poesie enigmistiche. 
Vincitore di diciotto medaglie d'oro al convegno annuale di enigmistica organizzato da La Sibilla.
Inoltre, sette vittorie al campionato annuale di enigmi poetici de La Sibilla e anche un'affermazione nel campionato di rebus della stessa rivista. 
È autore di due libri di poesie enigmistiche, il primo ispirato ai mesi dell'anno e illustrato dagli acquerelli della maestra e artista di Montaldo di Mondovì Claudia Basso, e il secondo dedicato alla sua città d'adozione: Genova.
Un epigramma inedito di Maven dal titolo La giovane cantante del jingle è stato utilizzato dal designer Francesco Di Biaso durante un talk, dal titolo AI AI ma che leggi?, a WIAD ITALIA 2021 come introduzione per una conferenza sull'intelligenza artificiale.

## Opere
(Giovanni Caso, in arte Cleos, "Prefazione a Genova velata", pag. 10, Prima edizione: febbraio 2021, De Ferrari Editore)

### Poesie enigmistiche
- 2020 - All'ombra delle stagioni[3][4][1], Napoli, edizioni Menthalia[5]
- 2021 - Genova velata[6][7][8][9], Genova, De Ferrari editore

## Premi
Congresso Nazionale di Enigmistica Classica:
- Primo classificato poesie enigmistiche al 66º Congresso Nazionale di Enigmistica Classica organizzato a Marina di Massa nel 2014[10].
- Secondo classificato poesie enigmistiche al 68º Congresso Nazionale di Enigmistica Classica organizzato a Procchio (Isola d'Elba) nel 2017.

Premio Nucci, Recco (GE), 2001
Campionato annuale La Sibilla:
- Primo classificato autori di Rebus, 2006
- Primo classificato autori di Play-On, 2006
- Primo classificato autori di Poesie Enigmistiche, 2012
- Primo classificato autori di Poesie Enigmistiche, 2014
- Primo classificato autori di Poesie Enigmistiche, 2016
- Primo classificato autori di Poesie Enigmistiche, 2018
- Primo classificato autori di Poesie Enigmistiche, 2019
- Primo classificato autori di Poesie Enigmistiche, 2023
- Primo classificato autori di Poesie Enigmistiche, 2024

Raduno annuale La Sibilla:
- Primo classificato autori di Poesia Enigmistica (Enigmi), 2004
- Primo classificato autori di Poesia Enigmistica (Enigmi), 2006
- Primo classificato autori di Poesia Enigmistica (Enigmi), 2007
- Primo classificato autori di Poesia Enigmistica (Enigmi), 2008
- Primo classificato autori di Rebus, 2009
- Primo classificato autori di Poesia Enigmistica (Enigmi), 2010
- Primo classificato autori di Poesia Enigmistica (Enigmi), 2011
- Primo classificato autori di Poesia Enigmistica (Enigmi), 2012
- Primo classificato autori di Poesia Enigmistica (Enigmi collegati), 2014
- Primo classificato autori di Poesia Enigmistica (Enigmi), 2015
- Primo classificato autori di Poesia Enigmistica (Enigmi), 2016
- Primo classificato autori di Poesia Enigmistica (Enigmi), 2017
- Primo classificato autori di Poesia Enigmistica (Enigmi), 2018
- Primo classificato autori di Poesia Enigmistica (Enigmi collegati), 2019
- Primo classificato autori di Poesia Enigmistica (Enigmi collegati), 2020
- Primo classificato autori di Poesia Enigmistica (Enigmi), 2020
- Primo classificato autori di Poesia Enigmistica (Enigmi), 2021
- Primo classificato autori di Poesia Enigmistica (Enigmi collegati), 2025